# Thomas Register
ThomasNet, auparavant le Thomas Register of American Manufacturers (litt. Registre Thomas des fabricants américains), est une plateforme répertoriant différents fabricants aux États-Unis et au Canada. Il était auparavant un annuaire de plusieurs volumes contenant les coordonnées de plusieurs fabricants et distributeurs ainsi que leurs produits et il était surnommé « big green books » ou encore « Thomas Registry » (annuaire Thomas). Aujourd'hui, ces informations sont répertoriées sur le site de ThomasNet.

## Histoire
Les premiers annuaires Thomas ont été publiés en 1898 par Harvey Mark Thomas sous le nom de Hardware and Kindred Trades. À son apogée, le Thomas Registry comprenait 34 volumes divisés en trois sections dans lequel ont retrouvait toutes les spécifications relatives à chaque entreprise qui y figurait. La Thomas Regional Directory Company (Compagnie régionale d'annuaires Thomas) a débuté en 1976 en tant que division de la Thomas Publishing. Les annuaires régionaux Thomas Regional couvraient à peu près l'entièreté des États-Unis en 19 régions. Le Thomas Registry et le Thomas Regional sont devenus disponibles en ligne à partir du milieu des années 1990. L'entreprise a cessé de produire des copies papier des annuaires en 2006.
Depuis lors, la base de données de Thomas a été déplacée en ligne sur ThomasNet, géré par la Thomas Industrial Network, une des cinq unités que comprend l'entreprise. Les services se sont diversifiés, Thomas n'offrant pas qu'un profil de chaque entreprise y figurant, mais offrant aussi des catalogues web, des dessins CAO, un bulleting de nouvelles, ainsi qu'un blogue. Depuis 2010, ThomasNet effectue une étude annuelle appelée l'Industry Market Barometer, dans le but de déterminer les changements de goût des consommateurs, et comment évoluait le marché de consommation.

### Thomas Publishing Company, LLC
La Thomas Publishing Company, LLC, basée à New York, est la division responsable du marketing et des publicités. Auparavant, elle employait des vendeurs qui offraient un espace publicité dans leurs annuaires. Les vendeurs proposent aujourd'hui aux compagnies des services internet.

### ThomasNet
ThomasNet est la division de l'information web et de la technologie de la compagnie, aussi basée à New York. En avril 2006, la New York Public Library a nommé ThomasNet en tant que l'une des 25 meilleures sources de références pour les bibliothécaires et en tant que la meilleure référence pour de l'information relative à l'industrie.
Depuis 2010, ThomasNet est un partenaire fondateur de GlobalTrade.net, une place de marché en ligne pour les fournisseurs de services commerciaux.

### ThomasNet News
ThomasNet News est une division de la Thomas Publishing et a été lancée pour offrir de l'information concernant les nouvelles dans l'industrie et concernant les nouveaux produits. Le site révise des articles de presse qu'il publie avec une brève description dans une de ses 51 catégories.
En 2000, ThomasNet News lance son premier journal, l'Industry Market Trends (IMT) dans le but d'offrir des nouvelles concernant l'industrie. À la suite d'un engouement pour les technologies vertes, IMT Green & Clean a été lancée. En 2011, la IMT Machining Journal est créée, suivie du IMT Fluid & Gas Flow Journal, du IMT Career Journal et du IMT Procurement Journal.